# Ръката на Оберон
„Ръката на Оберон“ (на английски: The Hand of Oberon) е четвъртата книга от поредицата фентъзи романи на Роджър Зелазни „Хрониките на Амбър“.

## Сюжет
Внимание:  Текстът по-долу разкрива сюжета на произведението (или части от него)!
Коруин и най-доверените му приятели откриват причината за злините, заливащи Амбър – тежка повреда в истинския, първичния Лабиринт. Виновникът е член на кралското семейство, който е сключил съюз с Царството на Хаоса. Кръгът на заподозрените бавно се стеснява, за да се открие истинският виновник. С цената на всичко принц Коруин трябва да спре предателя в намеренията му – а именно, да разруши Амбър, като така унищожи и всички Сенки, и след това сътвори света по нов, удобен за него начин. За целта Коруин трябва да овладее силите на Рубина на Справедливостта. Странните събития го карат да се замисли за баща си Оберон...
| Предишна:          | Поредица:          | Следваща:          |
| ------------------ | ------------------ | ------------------ |
| Знакът на Еднорога | Хрониките на Амбър | Царството на Хаоса |